# 小原宏貴
小原 宏貴（おはら ひろき、1988年3月26日 - ）は、いけばな小原流の五世家元。神戸市出身。

## 略歴
1995年（平成7年）、6歳にして五世家元を継承。幼き日は「家元」として周囲から頭を下げられたり、写真を撮られるような場所には行きたがらなかったが、花展の見学には喜んで母に同行していた。甲南大学卒業までは、家元としての活動は学業優先で限定的（神社仏閣での献花式や流内行事）だった（2010年までは、三世家元長女小原稚子が家元代行を務め補佐した）。10歳で初めて展覧会に出品する。
高校卒業時のインタビューでは、これまでに正式に小原流のいけばなを学んだことはなく、好きな小説を読んだり、建築物や家具などのデザインを眺めたり、友人とフットサルを楽しんだりしながら、自身の感性を磨くことに努めたと言う。また、周囲からは「家元とは習うものでなく、見て覚えるものだ」と教わった。家元としての自覚を持ち始めたのは、父・四世家元の十三回忌がきっかけとのことで、この時初めて父の偉大さを実感し、無意識に遠ざけてきたいけばなに関する本にも触れるようになった。一方で「花舞」（はなまい・四世が考案したスタイル）が未完成であることも知ったため、これを引き継ぎ、完成させるのは自分だ、という責任感が芽生えたという。大学2年生の頃になり意識していけばなの技術研鑽を始めた。
大学卒業を機に活動を本格化し、2012年の個展開催に至り、6日で45000人を動員する。2009年、2012年には現代アートの祭典「大地の芸術祭　越後妻有アートトリエンナーレ」へ出品し、生花にこだわらない作品に挑戦した。2013年からは、ニューヨークを中心に講演会・デモンストレーションを実施し（ジャパン・ソサエティー 、米国陸軍士官学校 ほか）、海外でのいけばな普及活動も継続的に行っている。
現在、小原流研究院院長、公益財団法人日本いけばな芸術協会副理事長、兵庫県いけばな協会会長、一般社団法人日本和文化振興プロジェクトアドバイザー、日本いけばな伝統文化協会副会長、大正大学客員教授。

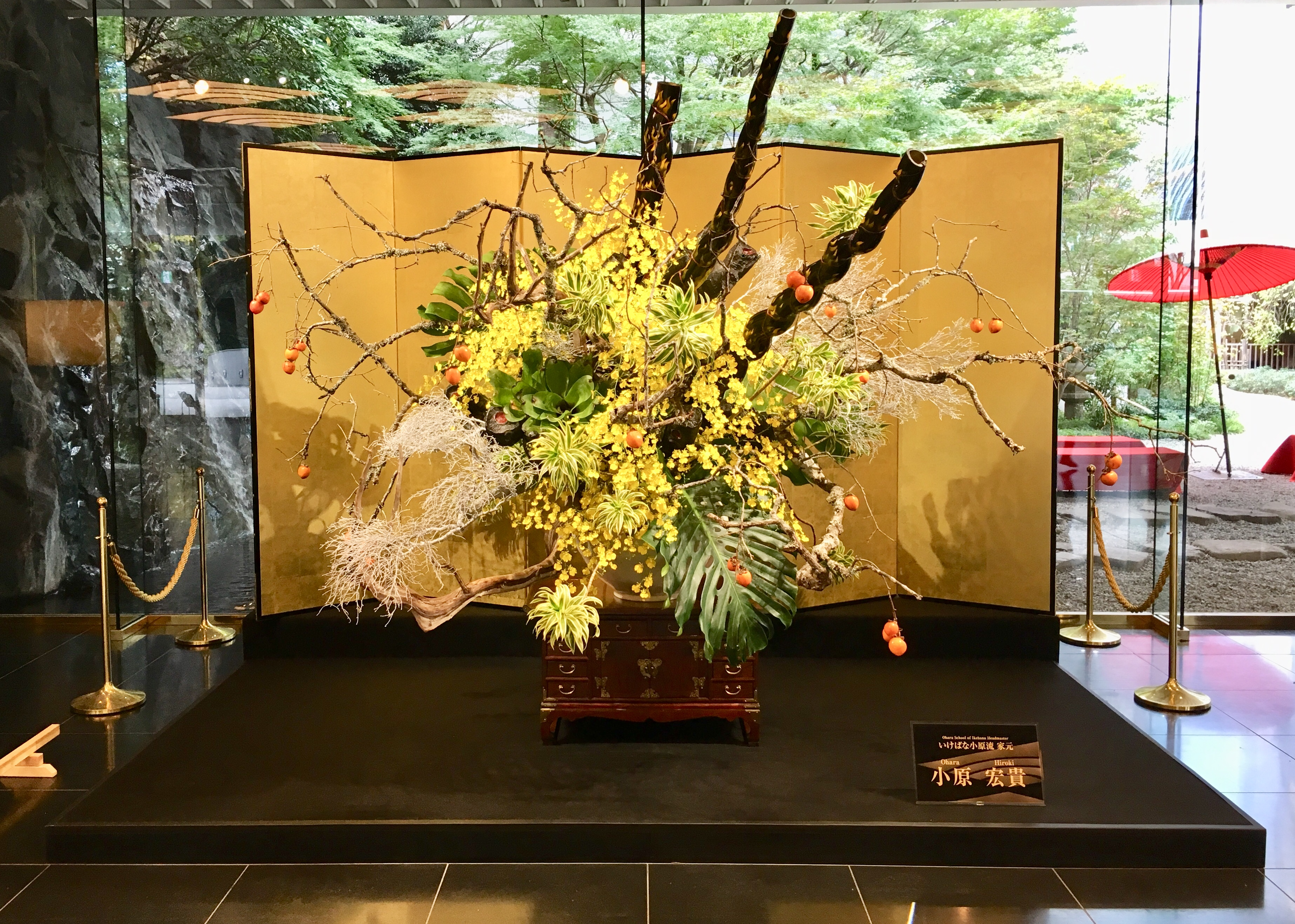
目黒雅叙園「いけばな×百段階段2018 での小原宏貴による作品（2018年11月）

## 経歴
- 1988年 - 小原夏樹（のちに四世家元追贈）の長男として神戸市御影に生まれる。
- 1992年 - 3歳のとき、父・夏樹が病に倒れ、42歳の若さで急逝。
- 1995年 - 祖父である三世家元小原豊雲が死去。6歳で家元を継承。
- 1998年 - 10歳で初めて展覧会に出品する。
- 2006年 - 高等学校卒業。三世家元小原豊雲 生誕100年記念「いけばな小原流展　盛花ーいま・そして」開催。出品作「萌生（きざし）」。
- 2010年 - 甲南大学経営学部を卒業。
- 2012年3月 - 日本橋髙島屋にて初個展「FLOWER&SPACE　いま―空間の花―そして　小原宏貴展」開催。
- 2015年 - 日本橋髙島屋にて「創流120周年記念花展～生命（いのち）のかたち～」開催。

## 受賞歴
- 神戸市文化奨励賞（2013年）[9]

## 発言集
- お花の家元、というと、おしとやかなイメージがあるかもしれませんが、ぼくは家元というものは、基本的にタフでないとできない、と思っています。花をいけるのも、ある程度、力仕事です[10]。
- （初めて花をいける時に周囲から）型にとらわれることなく、好きに、と。だから今思えば、びっくりするような花をいけています。たとえば、椿。椿はいけるのがとても難しく、いけばなの究極ともいわれる花材です。良い椿かどうか、茎の部分の線を見極め、葉を落とし、整理するのですが、ぼくは、落とすべき椿の緑の葉を堂々と使っていけた。椿を「線」ではなく、葉を使って「面」としてとらえたのですね。それを見た先生方は、笑いながら喜んでくれました。ぼくは、いじっぱりなところがあるので、もし型どおりにいけろ、と言われたらへそを曲げていたと思います。
- 小原流の魅力は、人と人とのつながりが強いところ[11]。
- いけばなとは、自分という人間を作る中での一つの重要なピースであり、切っても切れない存在です[12]。
- 朝、いつもの道に花が咲いているのを見かけても、帰りもその姿を確認する人は少ない。でも意識して毎日見つづけていると、その変化と生命のサイクルに気づくはずです。芽吹いていても枯れていても、植物も人間も一瞬ごとに命の輝きがある。そこに尊さを覚える日本人の美意識を、いけばなを通して伝えていきたい[13]。

## 家族・親族
- 小原豊雲（祖父） - 小原流三世家元
- 小原夏樹（父） - 小原流四世家元（追贈）
- 小原規容子(母） - 一般財団法人小原流　代表（理事長）[14]
- 小原稚子（叔母） - 小原流最高顧問、四世家元他界後、2010年まで家元代行として従事
- 長瀬紗容子（姉） - 一般財団法人小原流　理事[14]
- 黒田善太郎（曽祖父） - コクヨ創業者
- 黒田暲之助（祖父） - コクヨ名誉会長
- 黒田敏之助（大叔父） - コクヨ元常勤監査役
- 黒田靖之助（大叔父） - コクヨ元社長
- 黒田泰正（大叔父） - コクヨ常務
- 黒田章裕（伯父） -コクヨ代表取締役会長
- 黒田英邦（従兄） -コクヨ代表取締役社長